# Cămărașu (gmina)
Cămărașu – gmina w Rumunii, w okręgu Kluż. Obejmuje miejscowości Cămărașu, Năoiu i Sâmboleni. W 2011 roku liczyła 2655 mieszkańców.